# Empalme Olmos
Empalme Olmos – miasto w Urugwaju, w departamencie Canelones.